# 浦和美術専門学校・高等専修学校
浦和美術専門学校・高等専修学校（うらわびじゅつせんもんがっこう・こうとうせんしゅうがっこう）は、埼玉県さいたま市緑区大間木にある専修学校である。設置者は学校法人鳥海学園。略称は「URABI」（うらび）。

## 概要
1993年（平成5年）に開校。美術を主とする専修学校であり、高等課程（一般の高校に相当）と専門課程（一般の専門学校に相当）を設置している。高等課程を修了すると大学入学資格が付与されるため、美術大学に進学する者もいる。また『高等学校卒業』を希望する生徒は、提携する清和学園高等学校の卒業資格を得ることもできる。専門課程を修了すると専門士の称号が付与される。

## 設置課程・学科
- 高等課程（3年）
  - 美術コース（週5日制）
    - 絵画クラス
    - CGクラス
    - 工芸クラス

  - 総合コース（週5日制）
  - 基礎コース
  - 人材育成プロジェクト
    - 保育士育成
    - 美容師育成
    - ドローン操縦士育成
- 専門課程（2年）
  - デザイン学科

## 沿革
- 1993年 - 現在地に浦和美術専門学校を開校（高等課程・専門課程）。
- 1995年 - 高等課程が文部科学省より大学入学資格付与校に指定される（第122号）。
- 1996年 - 専門課程修了者に対する『専門士』の称号付与認定される。
- 2010年 - 校名を浦和美術専門学校から浦和美術専門学校・高等専門学校に変更される。
- 2022年 - 鳥海学園こども絵画・造形教室を開講。

## 交通
- JR武蔵野線「東浦和駅」よりバス10分